# Das Spitzentuch der Königin
Das Spitzentuch der Königin (Drottningens spetsnäsduk) är en operett i tre akter med musik av Johann Strauss den yngre och libretto av Heinrich Bohrmann-Riegen och Richard Genée. Operetten hade premiär den 1 oktober 1880 på Theater an der Wien i Wien.

## Historia
1879 vände sig tonsättaren Franz von Suppé till teaterledaren Heinrich Bohrmann-Riegen för att be denne skriva ett libretto till en ny operett. Bohrmann-Riegen författade en synopsis på en komedi med titeln Cervantes och Suppé tilltalades av tanken. Bohrmann-Rigen skrev klart librettot och reste till Wien för att överlämna texten till von Suppé. Men till sin stora förvåning kunde han läsa i tidningarna att von Suppé redan var i färd med att komponera en ny operett (Donna Juanita) till en helt annan text skriven av Friedrich Zell och Richard Genée. När Bohrmann-Riegen vände sig till musikförläggaren Gustav Lewy, skickade denne genast Bohrmann-Riegen vidare till Johann Strauss med librettot Das Spitzentuch der Königin. Ett kontrakt undertecknades och Bohrmann-Riegen sade senare: "När jag återvände till Wien åtta dagar senare spelade Maestron upp "Trüffelcouplet" [Akt I, Nr. 4]. Strauss sa till mig att han hade skrivit om refrängen tolv gånger, och jag hörde tre olika versioner". Inte förrän den 15 augusti kunde tidningen Fremden-Blatt meddela att Strauss hade fullbordat komponerandet med den nya operetten. Enligt Bohrmann-Riegen var Strauss inte lätt att samarbeta med och att Strauss var otroligt noggrann med att texternas alla nyanser skulle överensstämma med musiken och att Strauss själv tillstått att han förmodligen svettades blod för att få ihop de omfattande finalerna. Strauss fordrade också att texterna skulle vara musikaliskt klingande. Han retade sig också på att Bohrmann-Riegen inte alls kunde skriva sångbara texter. Därför tillkallades den mångsidige Richard Genée för att få fason på det kantiga textmaterialet. Även dialogen fordrade ytterligare medarbetare: Julius Rosen och Ottokar Franz Ebersberg. Enligt kontraktet med teatern fick Strauss behålla 60% av tantiembeloppet. 20% skulle gå till Rosen och 20% till Genée.
Den 1 oktober 1880 dirigerade Strauss premiären av Das Spitzentuch der Königin på Theater an der Wien. Verket fick ett mycket gott mottagande, även om det var handlingen och texten som blev föremål för kritik. Recensenten i Deutsche Zeitung skrev den 2 oktober 1880: "Naturligtvis finns det, som så ofta hos Strauss, eleganta och intressanta passager i musiken. Men på grund av dramats inkonsekventa exposition var en viss ostadighet smugit sig in i det musikaliska uttrycket". Även Strauss vän Johannes Brahms, som var närvarande vid premiären, kände sig tvingad att erkänna att han hade funnit Strauss nya operett "riktigt tråkig". Trots den negativa kritiken fick operetten en ganska stor utbredning och blev den Straussoperett som spelades flest gånger i USA under 1800-talet. På Theater an der Wien kom operetten att spelas sammanlagt 100 gånger fram till den 1 mars 1911.
I Stockholm framfördes operetten på Nya Teatern den 27 mars 1881 och spelades elva gånger fram till april samma år.

## Personer
| Roller                                    | Stämma  |
| ----------------------------------------- | ------- |
| Kungen av Portugal                        | tenor   |
| Drottningen                               | sopran  |
| Don Sancho d'Avellaneday Villapinquedones | tenor   |
| Donna Irene, drottningens hovdam          | sopran  |
| Greve Villalobos y Rodriguez              | bas     |
| Markis de la Mancha y Villareal           | baryton |
| Cervantes                                 | baryton |

## Handling
I handlingens centrum står den spanske författaren och diktaren Miguel Cervantes. Första och andra akterna utspelar sig utanför och i det kungliga slottet i Lissabon (egentligen i Madrid men där regerade en habsburgare, så det vågade censuren i Wien inte låta antyda vid denna tidpunkt). Den unge portugisiske kungen är omyndig och intresserad av rikets skötsel, som handhavs av en ondskefull och beräknande premiärminister, greve Rodriguez. Kungen har två passioner: mat och grevens unga, vackra hustru. Hans egen bedårande hustru har han aldrig upptäckt. I först akten kommer greven på att hans hustru har haft herrbesök under natten. De otaliga resterna efter en nattlig måltid kastar genast misstankarna på kungen, som därför bjuds på en bastant frukost. Greven vill på detta sätt försökt utröna om misstankarna är riktiga. Om kungen äter med god aptit är han sannolikt oskyldig. Om han däremot inte orkar äta räknar greven med att kungen är hustruns nattliga kavaljer. Kungen bestå med nöd och näppe det listiga provet. Men greven har ännu ett kort att spela ut. Vakten har gripit författaren Cervantes som befunnit sig nedanför fönstret från vilken den nattliga gästen flytt. Cervantes borde alltså ha sett vem som klättrat ned från grevinnans fönster, men greven lyckas inte få Cervantes att tala. Eftersom den trilskande diktaren dessutom anses utgöra en fara för regimen på grund av allahanda oppositionella skriverier ställs Cervantes inför rätta. Där svarar han Kuku! på alla frågor och bedöms därför vara otillräknelig.
Cervantes och hans vänner vill förmå kungen att gripa makten. Drottningen som vill stödja Cervantes planer försöker att överräcka en spetsnäsduk till kungen men den snappas upp av en av grevens lakejer. På näsduken står det "Drottningen älskar Dig". Greven visar spetsnäsduken för kungen under förespegling att den skulle överlämnas till Cervantes. Drottningen får därigenom uppfattningen att drottningen är kär i Cervantes. Drottningen förvisas till en avlägsen bergstrakt.
I tredje akten är kungen med följe på jakt långt från Lissabon. Där skall man hedra kungen med att arrangera en tjurfäktning. En bondflicka blir tilltalad av kungen som ber om att få en skopa vatten. Bondflickan bjuder kungen vatten men dessutom en bit nylagad tryffelpastej - kungens älsklingsrätt, som endast drottningen kan tillaga rätt. Den utsökta pastejen gör att kungen förstår att flickan är den några år tidigare förvisade drottningen. Missförståndet med spetsnäsduken klaras upp och operetten kan sluta lyckligt.

## Musiken
- Ouvertyr
- Nr 1 Inledning (Don Sancho, Greven, Kungen, Cervantes) "Stundenlang schon harr ich"
- Nr 2 Romanze (Drottningen): "Es war eine zaub’risch wundervolle Nacht"
- Nr 3 Romanze och duett (Drottningen, Irene): "Sie lacht mich aus "
- Nr 4 Tryffel-Kuplett (Kungen): "Stets kommt mir wieder in den Sinn"
- Nr 5 Duett (Kungen, Greven): "Die Austern, wie fein"
- Nr 6 Final I (Alla): "Einst saß ein Jüngling"
- Nr 7 Mellanspel och Romanze (Cervantes) (I originalpartituret en damterzett efter mellanspelet: "Wo die wilde Rose erblüht" (Drottningen, Donna Irene, Kungen))
- Nr 8 Scen och kuplett (Geven, Don Sancho, ministern, kör): "Weil so äußerst wichtig diese Sitzung ist "
- Nr 9 Scen (Irene, Cervantes, Greven, Kör): "Professoren und Doktoren rief von Salamanca man"
- Nr 10 Kuplett (Greven): "Lichterglanz erfüllt sein Gemüt"
- Nr 11 Terzett (Cervantes, Don Sancho, Greven): "Sei'n sie willkommen, Exzellenz"
- Nr 12 Kuplett (Cervants, Kungen): "An hoher Tafel speisen"
- Nr 13 Final II (Alla): "Heil unser’m Land, dem König Heil"
- Nr 14 Mellanakt och melodram
- Nr 15 Kuplett (Don Sancho): "In der Nacht mit seiner Zither"
- Nr 16 Arietta (Drottningen): "Siebzehn Jahre war ich eben"
- (Nr 17 Saknas i partituret. Klaverutdrag: Fanfar - orkester)
- Nr 18 Processionsmarsch (Kör): "Sieg dem König"
- Nr 18a Stiergefecht (Irene, Kör): "Gibt's ein Stiergefecht"
- 19 Final III (alla): "Eine Königin liebt dich"

### Musikaliskt återbruk
Under många år hade familjen Strauss gjort reklam för olika kompositörers operor och operetter genom att sammanställa egna orkesterverk med teman från verken. I och med Indigo und die 40 Räuber påbörjade Johann Strauss ett liknande tillvägagångssätt men denna gång med sina egna operetter. Utifrån musiken till Das Spitzentuch der Königin sammanställde han sammanlagt sju separata orkesterverk:
- Rosen aus dem Süden, Vals, Opus 388
- Burschenwanderung, Polka-francaise, Opus 389
- Gavotte der Königin, Opus 391
- Spitzentuch-Quadrille, Kadrilj, Opus 392
- Stürmisch in Lieb' und Tanz , Polka-Schnell, Opus 393
- Liebchen schwing Dich, Polkamazurka, Opus 394
- Matador-Marsch, Marsch, Opus 406